# Elias Abou Assi
 (juin 2012).
Si vous disposez d'ouvrages ou d'articles de référence ou si vous connaissez des sites web de qualité traitant du thème abordé ici, merci de compléter l'article en donnant les références utiles à sa vérifiabilité et en les liant à la section « Notes et références ».
Elias Abou Assi, né à Al Ebadiyeh le 5 juillet 1950, est un homme politique libanais.

## Biographie
Professeur de sciences politiques à l’Université Saint-Joseph de Beyrouth, il est secrétaire général du Parti national-libéral (PNL) dirigé par Dory Chamoun.
Il intègre en 2001 le rassemblement de Kornet Chehwane et prend part à la Révolution du cèdre en 2005 à la suite de l'assassinat de Rafic Hariri. Cependant son parti ne parvint pas à forger une alliance électorale avec les autres partis du 14-Mars et Abou Assi se présenta seul au siège de député maronite du district de Baabda, faisant face à deux puissantes listes, la première regroupant le 14-Mars et le Hezbollah, la seconde regroupant le Courant patriotique libre (CPL) du général Michel Aoun et le Parti démocratique libanais de l’émir Talal Arslan. Il ne fut pas élu, comme tous les autres candidats de son parti.
En 2009 Abou Assi se représente au même poste lors des Élections législatives libanaises de 2009 supporté par le Courant du futur et le Parti socialiste progressiste mais échoue à nouveau à le remporter face aux candidats du Courant patriotique libre de Michel Aoun accumulant néanmoins 35742 voix.